# Chapelle Saint-Michel de Coursegoules
La chapelle Saint-Michel est une chapelle catholique située en France sur la commune de Coursegoules, dans le département des Alpes-Maritimes en région Provence-Alpes-Côte d'Azur.
Elle fait l'objet d'une inscription au titre des monuments historiques depuis le 22 février 1978.

## Localisation
Cette chapelle est située dans le département français des Alpes-Maritimes, sur la commune de Coursegoules.

## Historique
La chapelle Saint-Michel a probablement été édifiée sur un ancien fanum d'une villa gallo-romaine. La chapelle était desservie par des moines dépendant de l'abbaye de Lérins et quelques habitations du territoire de Lagnes. La chapelle se trouve à 1,3 km à l'ouest de Coursegoules, au pied de la montagne du Cheiron.
Il subsiste une dalle funéraire qui ne doit pas être postérieure au VIIe siècle :
FUSCO SECUM
DI. F. ANNORUM
XIX ET FAVORI. SEC
UNDI. F. ANNORUM
XII. DEFUNCTIS. SECUM
..S...NICENTI. F. ET VELIA
FAVORIS. F. PARENTES F
Traduction : À Fuscus et à Favor, fils de Secundus, morts l'un à 19, et l'autre à 13 ans, fils de ...Nicentus et Velia, fille de Favor, leurs parents, ont élevé ce monument.
L'édifice est probablement de la fin du XIe siècle bien que certaines études archéologiques fassent remonter la construction de l'abside au VIe siècle ou VIIe siècle. Il comprend une nef à deux travées couvertes en berceau brisé, probablement construite au XIIIe siècle à la place d'une charpente. La voûte est soutenue par des pilastres et des arcs latéraux, plaqués sur le mur de la première construction.  Elle est prolongée par une abside semi-circulaire en cul-de-four, éclairée par une baie cruciforme dans le mur ouest. 
Un portail d'entrée en arc brisé reconstruit au XIIIe siècle permet l'accès à la chapelle, côté sud. Bel appareil de pierres et travail soigné sauf la façade ouest. En haut de l'abside on trouve une frise assez rare de bâtons brisés. 
La chapelle a été restaurée en 1984.
L'édifice est classé au titre des monuments historiques le 22 février 1978.

## Principales dimensions
- Longueur : 13 mètres
- Largeur : 3,60 mètres